# Oberriexingen
Oberriexingen es una ciudad alemana perteneciente al distrito de Ludwigsburg de Baden-Wurtemberg.
A 31 de diciembre de 2015 tiene 3297 habitantes.
Se conoce con certeza la existencia de la localidad desde 1120, aunque el Códice de Lorsch ya indica la existencia de un lugar en esta zona llamado Riexingen en el año 793. Desde el siglo XIV pertenece a Wurtemberg.
Se ubica a orillas del río Enz, unos 10 km al oeste de la capital distrital Ludwigsburg.